# Họ Ngài thiên xã
Notodontidae, tên tiếng Việt: Ngài thiên xã, là một họ bướm đêm có khoảng 3.500 loài đã được biết đến. Các loài trong họ này được tìm thấy ở nhiều nơi trên thế giới, nhưng chúng chủ yếu tập trung ở các vùng nhiệt đới, đặc biệt là Tân Thế giới (Miller, 1992). Họ Thaumetopoeidae (processionary moths) đôi khi cũng được xếp vào họ này ở dạng phân họ.
Các loài thuộc họ này có khuynh hướng cơ thể nặng và cánh dài, cánh xếp ngang sau lưng khi nghỉ. Chúng hiếm khi thể hiện các màu sáng, thường có màu xám hoặc nâu, ngoại trừ các loài thuộc phân họ Dioptinae (Grimaldi và Engel, 2005). Các đặc điểm này mang ý nghĩa rằng chúng khá giống họ Noctuidae mặc dù các họ này không có mối quan hệ gần gũi. Con trưởng thành không ăn. Một số loài có một chùm râu trên mép sau của cánh trước, chúng dũi thẳng khi nghỉ. Tên gọi phổ biến của một số loài cũng xuất phát từ bộ râu của chúng như Puss Moth và nhóm phổ biến là kittens (Furcula spp.), do vậy việc đặt tên giống với các loài bướm nhỏ Puss Moth.

## Hệ thống phân loại
Các loài nổi tiếng là:
- Phalera bucephala
- Cerura vinula
- Stauropus fagi
- Furcula bifida
- Ptilodon capucina
- Nadata gibbosa

Một phần trong các phân họ được liệt kê ở trên, có một số chi thuộc họ này không rõ mối quan hệ. Chúng gồm:
| - Afilia - Antheua - Antimima - Antithemerastis - Astylis - Cardiga - Cascera - Commonia - Datana - Phaleridae? - Destolmia - Didugua - Ecnomodes - Elymiotis - Euhyparpax - Farigia - Gallaba - Gargettiana - Hippia - Hobartina - Hylaeora | - Hyparpax - Lasioceros - Lirimiris - Litodonta - Lochmaeus - Macrurocampa - Medanella - Misogada - Nadata - Notodontidae? - Neola - Notela - Notodontella - Oligocentria - Omichlis - Ortholomia - Paracerura - Paradestolmia - Pentobesa - Pheraspis - Pheressaces | - Polychoa - Praeschausia - Psalidostetha - Pseudhapigia - Pseudoteleclita - Resomera - Resto - Rodneya - Sagamora - Schizura - Scrancia - Scythrophanes - Skewesia - Sorama - Sphetta - Symmerista - Theroa - Tifama - Timoraca - Ursia |